# 陶淵明

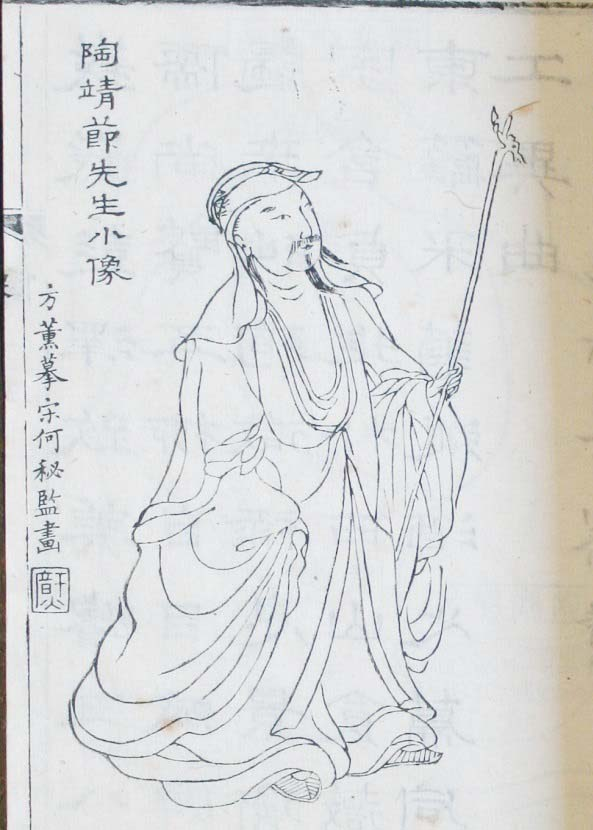
清方薫模宋何氏画

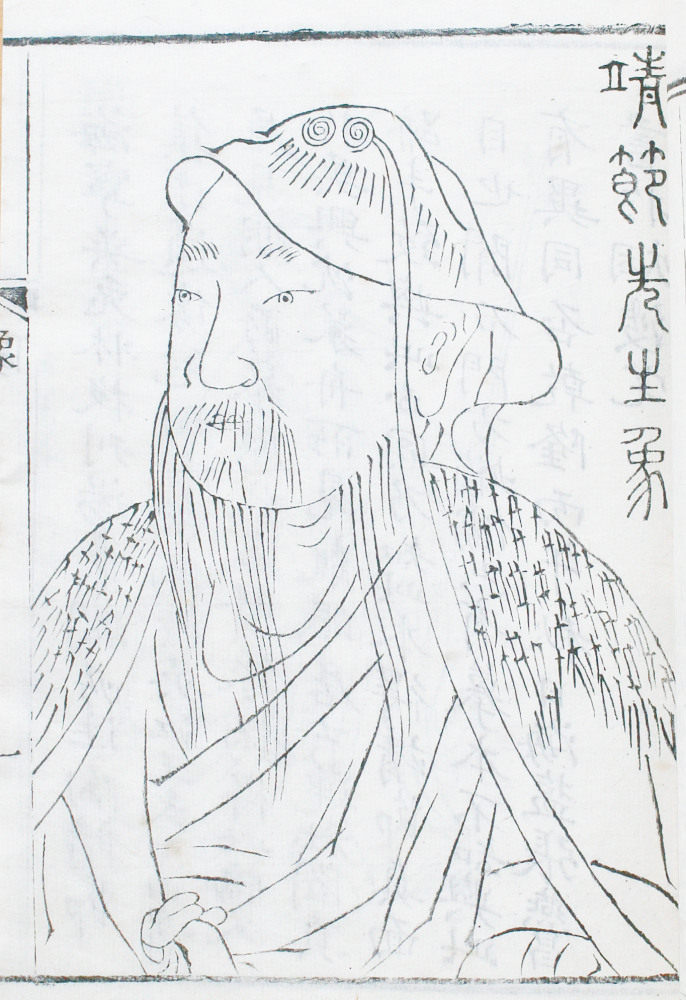

陶 淵明（とう えんめい、興寧3年（365年）- 元嘉4年（427年）11月）は、中国の魏晋南北朝時代の詩人。諱は潜、淵明または元亮で、字は淵明、元亮または深明などと諸説ある。死後友人からの諡にちなみ靖節先生、または自伝的作品「五柳先生伝」から五柳先生とも呼ばれる。尋陽郡柴桑県（現在の江西省九江市柴桑区）の人。郷里の田園に隠遁後、自ら農作業に従事しつつ、日常生活に即した詩文を多く残し、後世には「隠逸詩人」「田園詩人」と呼ばれる。陳寅恪の研究によると、現在の湖南省にある五渓蛮出身。

## 生涯
陶淵明の四言詩「子に命（なづ）く」によると、その祖は神話の皇帝、帝堯（陶唐氏）に遡るという。祖先は、三国呉の揚武将軍陶丹であり、陶丹の子で東晋の大司馬・長沙郡公陶侃は曾祖父にあたり、祖父の陶茂は武昌郡太守となったというが、詳しい事は不明である。母方の祖父には孟嘉がいる。いずれも門閥が重視された魏晋南北朝時代においては、「寒門（単門）」と呼ばれる下級士族の出身であった。
陶淵明は太元18年（393年）、江州祭酒として出仕するも短期間で辞め、直後に主簿（記録官）として招かれたが就任を辞退する。隆安3年（399年）、江州刺史桓玄に仕えるも、隆安5年（401年）には母の孟氏の喪に服すため辞任。元興3年（404年）、鎮軍将軍劉裕に参軍（幕僚）として仕える。これらの出仕は主に経済的な理由によるものであったが、いずれも下級役人としての職務に耐えられず、短期間で辞任している。義熙元年（405年）秋8月、彭沢県令となるが、80数日後の11月には辞任して帰郷した。
以後、陶淵明は隠遁の生活を続け二度と出仕せず、廬山の慧遠に師事した周続之、匡山に隠棲した劉遺民と「尋陽の三隠」と称された。隠棲後の出来事としては、義熙4年（408年）、火事にあって屋敷を失い、しばらくは門前に舫う船に寝泊りする、義熙7年（411年）、住まいを南村に移すも、同年、隠遁生活の同士であった従弟の陶敬遠を喪う、という事があった。この間も東晋および劉裕が建国した南朝宋の朝廷から招かれたがいずれも応じなかった。元嘉4年（427年）、死去。享年63。その誄（追悼文）は、友人で当時を代表する文人の顔延之によるものであった。

## 家族

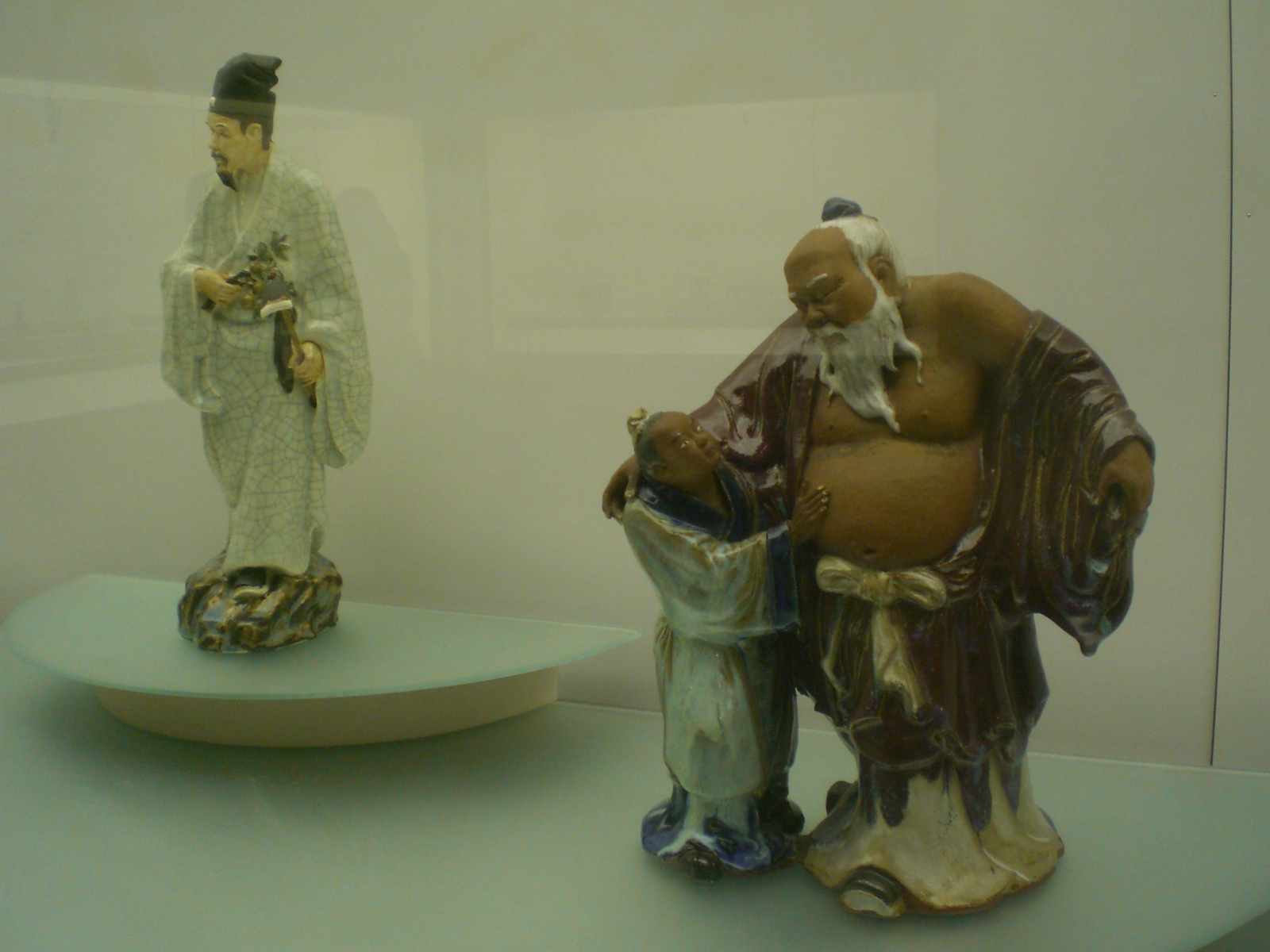
陶淵明と子供の像

陶淵明は太元9年（384年）頃に結婚したが、太元19年（394年）頃に死別した。その後翟氏と再婚した。両妻の間に陶儼・陶俟・陶份・陶佚・陶佟という5人の子がいた。

## 逸話

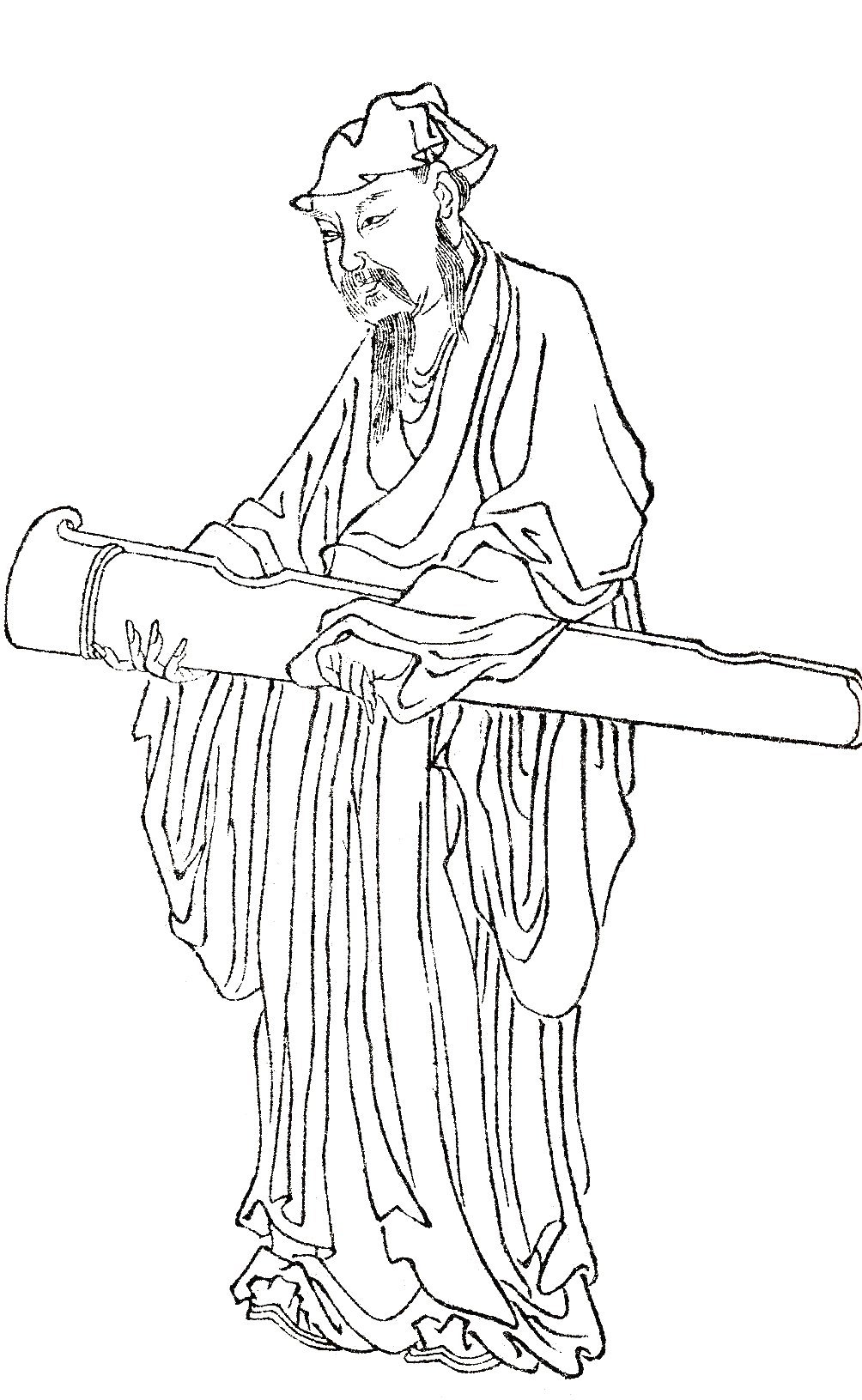
陶淵明・『晩笑堂竹荘畫傳』より。絃のない琴を抱えるのは、昭明太子蕭統の「陶淵明伝」に記された故事による。

- 無弦の琴を携え、酔えば、その琴を愛撫して心の中で演奏を楽しんだという逸話がある[11]。この「無弦の琴」については、『菜根譚』後集8にも記述が見られ、意味を要約すると、存在するものを知るだけで、手段にとらわれているようでは、学問学術の真髄に触れることはできないと記しており、無弦の琴とは、中国文化における一種の極致といった意味合いが含まれている[12]。

## 文学作品
現存する陶淵明の作品は、詩・散文を合わせて130余首が伝えられる。その中でも「田園詩」と呼ばれる、江南の田園風景を背景に、官吏としての世俗の生活に背を向け、いわゆる晴耕雨読の生活を主題とする一連の作品は、同時代および後世の人々から理想の隠逸生活の体現として高い評価を得た。隠逸への希求を主題とする作品は、陶淵明以前にも「招隠詩」「遊仙詩」などが存在し、陶淵明が生きた東晋の時代に一世を風靡した「玄言詩」の一部もそれに当てはまる。しかし、これらの作品の多くで詠われる内容は、当時流行した玄学の影響をうけ、世俗から完全に切り離された隠者の生活や観念的な老荘の哲理に終始するものであった。陶淵明の作品における隠逸は、それらに影響を受けつつも、自らの日常生活の体験に根ざした具体的な内実を持ったものとして描かれており、詩としての豊かな抒情性を失わないところに大きな相違点がある。陶淵明は同時代においては、「古今隠逸詩人の宗」という評に見られるように、隠逸を主題とする一連の作品を残したユニークな詩人として、南朝梁の昭明太子の「余、其の文を愛し嗜み、手より釈く能はず、尚ほ其の徳を想ひ、時を同じくせざるを恨む」のような一部の愛好者を獲得していた。一方、修辞の方面では、魏晋南北朝時代の貴族文学を代表するきらびやかで新奇な表現を追求する傾向から距離を置き、飾り気のない表現を心がけた点に特徴がある。このような修辞面での特徴は、隠逸詩人としての側面とは異なり、鍾嶸が紹介する「世、其の質直を嘆ず」の世評のように、同時代の文学者には受け入れられなかったが、唐代になると次第に評価されはじめ、宋代以降には、「淵明、詩を作ること多からず。然れどもその詩、質にして実は綺、癯にして実は腴なり」のように高い評価が確立するようになる。
陶淵明には詩のほかにも、辞賦・散文に12篇の作品がある。「帰去来の辞」や「桃花源記」が特に有名である。前者は彭沢令を辞任した時に書かれたとされ、陶淵明の「田園詩人」「隠逸詩人」としての代表的側面が描かれた作品である。後者は、当時の中国文学では数少ないフィクションであり東洋版のユートピア・理想郷の表現である桃源郷の語源となった作品として名高い。他にも自伝的作品とされる「五柳先生伝」や、非常に艶やかな内容で、隠者としての一般的なイメージにそぐわないことから、愛好者である昭明太子に「白璧の微瑕」と評された「閑情の賦」などがある。

## 著名な作品
| 原文       | 書き下し文                      | 通釈                                                                           |
| ---------- | ------------------------------- | ------------------------------------------------------------------------------ |
| 結廬在人境 | 廬（ろ）を結びて人境に在り      | 人里に家を構えているが                                                         |
| 而無車馬喧 | 而も車馬の喧しき無し            | しかし来客が車や馬の音にのって騒がしく訪れることもない                         |
| 問君何能爾 | 君に問う 何ぞ能く爾（しか）ると | 「なぜそんなことがありえるのか」と問われるが                                   |
| 心遠地自偏 | 心遠ければ 地 自ずから偏なり    | 心が世間から遠く離れているから、住んでいる土地も自然に人少ない趣きにかわるのだ |
| 採菊東籬下 | 菊を採る 東籬（とうり）の下     | 東の垣根の下で菊を摘むと                                                       |
| 悠然見南山 | 悠然として南山を見る            | 遠く遥かに廬山が目に入る                                                       |
| 山氣日夕佳 | 山気 日夕に佳（よ）し           | 山の光景は夕方が特に素晴らしい                                                 |
| 飛鳥相與還 | 飛鳥 相ひ与に還る               | 鳥たちが連れ立って山の巣に帰っていく                                           |
| 此中有眞意 | 此の中に真意有り                | この光景に内にこそ、真実の境地が存在する                                       |
| 欲辯已忘言 | 弁ぜんと欲して已に言を忘る      | しかし、それをつぶさ説き明かそうとすると、言葉を忘れてしまうのだ               |

## 訳・解説
※近年刊の全訳注解のみ。
- 『陶淵明全集』 松枝茂夫・和田武司共訳注、岩波文庫（上下） 1990、ワイド版1991・新版2002
- 『陶淵明詩解』 鈴木虎雄訳注、平凡社〈東洋文庫〉 1991、ワイド版2008（解説小川環樹。初の全注解、元版は弘文堂）
- 『陶淵明集全釈』 田部井文雄・上田武共訳著、明治書院 2001
- 『陶淵明を読む　一海知義著作集 第1巻』 藤原書店 2009
  - 元版『陶淵明　文心雕龍　世界古典文学全集 25』 筑摩書房、1968、新版1982・2005ほか（後者は興膳宏訳注）
- 『新釈漢文大系 詩人編 1 陶淵明』 釜谷武志訳著、明治書院、2021
  - 元版『陶淵明　鑑賞中国の古典13』 都留春雄と共訳著、角川書店、1988
- 『陶淵明全詩文集』 林田愼之助訳著、筑摩書房〈ちくま学芸文庫〉、2022

## 伝記
※近年刊行（再刊）を主に記載。※は電子書籍も刊行
- 吉川幸次郎 『陶淵明伝』 ちくま学芸文庫、2008※。解説一海知義
初刊版 新潮叢書（1956：昭和31年）。新潮文庫と中公文庫で再刊
- 『陶淵明を語る　一海知義著作集 第2巻』 藤原書店、2008
  - 前半部は、一海知義『陶淵明－虚構の詩人』 岩波新書、1997
- 和田武司 『陶淵明伝論－田園詩人の憂鬱』[16] 朝日選書、2000
  - 李長之『陶淵明』 松枝茂夫・和田武司訳（筑摩叢書、1976：昭和51年）、伝記、巻末に陶淵明の全作品原文も収録
- 沼口勝 『桃花源記の謎を解く－寓意の詩人陶淵明』〈NHKブックス〉日本放送出版協会、2001
  - 岡村繁『陶淵明－世俗と超越』 NHKブックス（1974：昭和49年）
- 釜谷武志 『陶淵明 〈距離〉の発見』 岩波書店<書物誕生>、2012
  - 『陶淵明　中国の古典』 角川ソフィア文庫・ビギナーズクラシックス、2004※。入門書の小著
- 石川忠久 『陶淵明とその時代』 研文出版、1994、増補版2014。「内篇」（前半部）が、学術研究
  - 『陶淵明詩選－「田園詩人」陶淵明の生涯と作品』 日本放送出版協会〈シリーズ 漢詩をよむ NHKライブラリー〉、2007 - 入門書
- 上田武 『陶淵明像の生成　どのように伝記は作られたか』 笠間書院、2007※
- 下定雅弘 『陶淵明と白楽天　生きる喜びをうたい続けた詩人』 角川学芸出版〈角川選書〉、2012※
- 沓掛良彦 『陶淵明私記　詩酒の世界逍遥』 大修館書店、2010
日本語の訳注書・伝記研究は、詩人文人の中でも特に多く、日本文学・文化史（特に与謝蕪村・池大雅等の文人画家が著名）への影響を論ずれば、大部の著作を数冊要する。